# Pachyodes subtritus
Pachyodes subtritus là một loài bướm đêm trong họ Geometridae.